# Interleucina-2
La IL-2 (interleucina-2) es una proteína componente de las citocinas del sistema inmune, compuesta por 153 aminoácidos y de peso 15,4 kDa. Actúa como factor de crecimiento de los linfocitos T, induce todos los tipos de subpoblaciones de linfocitos y activa la proliferación de linfocitos B. Su gen se localiza en el cromosoma 4 (4q26-28). Se une a su receptor (IL-2R) presente en la membrana de los linfocitos.

### Receptor de IL-2
IL-2 es un miembro de una familia de citocinas, cada miembro de las cuales tiene un paquete de cuatro hélices alfa ; la familia también incluye IL-4 , IL-7 , IL-9 , IL-15 e IL-21 . IL-2 envía señales a través del receptor de IL-2 , un complejo que consta de tres cadenas, denominadas alfa ( CD25 ), beta ( CD122 ) y gamma ( CD132 ). La cadena gamma es compartida por todos los miembros de la familia.
La subunidad α del receptor de IL-2 (IL-2R) se une a IL-2 con baja afinidad (K d ~ 10 −8 M). La interacción de IL-2 y CD25 por sí sola no conduce a la transducción de señales debido a su cadena intracelular corta, pero tiene la capacidad (cuando se une a las subunidades β y γ) de aumentar 100 veces la afinidad de IL-2R. La heterodimerización de los ß y Subunidades de IL-2R es esencial para la señalización en las células T . La IL-2 puede señalizar a través de CD122 / CD132 IL-2R dimérico de afinidad intermedia (K d ~ 10 −9 M) o CD25 / CD122 / CD132 IL-2R trimérico de alta afinidad (K d ~ 10 −11 M ). El IL-2R dimérico es expresado por las células T CD8 + de memoria y las células NK , mientras que las células T reguladoras y las células T activadas expresan niveles elevados de IL-2R trimérico.

## Funciones
La IL-2 también regula la respuesta inmunitaria, interviene en la reacción inflamatoria estimulando la síntesis de interferón, induce la liberación de IL-1, TNF-alfa y TNF-Beta. IL-2 es necesaria para el establecimiento de la memoria inmunitaria celular, así como para el reconocimiento de autoantígenos y antígenos foráneos. Factor de crecimiento, supervivencia y proliferación de los linfocitos T (LsT). Tiene una importante función en la regulación de las respuestas de los linfocitos T mediante su acción sobre los linfocitos T reguladores (ej. CD4+ , CD25+). Esta citoquina actúa sobre las mismas células que la producen o sobre células adyacentes lo que hace referencia a su función como factor de crecimiento y supervivencia autocrino y paracrino respectivamente.
Su expresión y secreción están estrictamente reguladas y funcionan como parte de ciclos de retroalimentación positiva y negativa transitorios en el montaje y la atenuación de las respuestas inmunitarias. A través de su papel en el desarrollo de la memoria inmunológica de las células T, que depende de la expansión del número y la función de los clones de células T seleccionados por antígenos, juega un papel clave en la resistencia de la inmunidad mediada por células .

## Deficiencia
Antes se creía que una deficiencia en esta citocina podría producir alguna de las variedades de inmunodeficiencia severa mixta.
Hoy en día se sabe que al ser necesaria esta interleukina para la supervivencia y funcionalidad normal de los linfocitos Treg (inhibidores de las respuestas T), ante una deficiencia de esta, se generaría una respuesta autoinmune descontrolada por medio de los linfocitos T.

## Producción
Esta citocina es producida por los linfocitos T helper CD4+ activados.